# John Currie
John Currie född 2 januari 1910 i Ottawa och död 20 december 1989 i Ottawa, var en kanadensisk vinteridrottare. Han deltog i de olympiska spelen 1932 i Lake Placid och kom på 40:e plats på 18 kilometer.